# Helena Eriksson
Helena Eriksson, née le 6 juin 1962 à Nyköping, est une poétesse et traductrice suédoise.

## Biographie
Helena Eriksson a fait ses débuts en tant que poète en 1990 et a depuis publié neuf autres recueils de poésie. Elle a également travaillé comme traductrice, principalement de poésie française. Dans les années 1990, elle a été membre du comité de rédaction du magazine Ord och Bild et, ces dernières années, elle a contribué au magazine de poésie OEI.
Eriksson, qui vit à Göteborg, est mariée au dessinateur Joakim Lindengren. 
Elle obtient le prix Dobloug en 2012.

## Œuvres traduites en français
- Théorème de densité, trad. de Jonas (J) Magnusson et l’auteur, Marseille, France, Éric Pesty Éditeur, 2011, 28 p.  (ISBN 978-2-917786-09-3)